# Юзеф Ужицький
Юзеф Януш Ужицький (пол. Józef Janusz Użycki; 1 грудня 1932, Кертин, Львівське воєводство — 23 грудня 2022, Варшава) — польський воєначальник, генерал броні збройних сил ПНР. У 1978—1983 роках — командувач військ Поморського військового округу, у 1983—1990 роках — начальник Генерального штабу, заступник міністра національної оборони. Перебував в урядущій компартії ПОРП, під час воєнного стану 1981—1983 років був членом Військової ради національного порятунку, брав участь у придушенні протестів Солідарності. На початку 1990-х років — співавтор нової військової доктрини Третьої Речі Посполитої, яка, зрештою, призвела до вступу Польщі до НАТО. Член Клубу генералів й адміралів Республіки Польща.

## Офіцерська служба
Народився у селянській родині західноукраїнських поляків. Після приєднання Західної України до СРСР Ужицьких депортували до Сибіру. 1946 року переїхали до Польщі, перебували у Гливицях. У 1950 році Юзеф Ужицький вступив до Офіцерської піхотної школи у Вроцлаві.
У 1952 році у званні підпоручника командував навчальним взводом, у 1954 році — заступник командира роти у 4-му полку 2-ї Варшавської дивізії. У 1957 році закінчив Академію Генерального штабу. У 1957—1959 роках капітан Ужицький — начальник батальйонного штабу у 33-му механізованому (мотострілецькому) полку 7-ї Лужицької дивізії. З 1959 до 1966 рік служив в оперативному відділі штабу Сілезького військового округу. У 1966—1969 роках — заступник командира 10-го танкового полку 10-ї Судетської бронетанкової дивізії. У 1968 році командував полком при вторгненні до Чехословаччини. З 1969 року — начальник штабу 11-ї Дрезденської бронетанкової дивізії. У 1971—1973 роках — слухач Військової академії Генерального штабу Збройних Сил СРСР.
У 1973 році полковник Ужицький прийняв командування 11 дивізією. Наступного року йому надано звання генерал бригади (на церемонії був присутній перший секретар ЦК ПОРП Едвард Герек). Протягом усієї військової кар'єри був відомий жорстким стилем командування.
У 1951 році Юзеф Ужицький вступив в урядущу компартію ПОРП. Обіймав секретарські посади у партійній організації Сілезького військового округу. Був членом Зеленогурського воєводського комітету ПОРП (за місцем дислокації 11 дивізії), делегатом кількох партз'їздів. У 1980—1985 роках — депутат сейму ПНР, перебував у депутатському клубі ПОРП.

## Генерал ПНР

### Командувач округу
У 1976 році генерала бригади Ужицького призначено заступником начальника штабу Поморського військового округу. У 1978 році змінив Войцеха Баранського на посаді командувача округу. З 1979 року був у званні генерал дивізії.
У завдання Поморського округу у разі війни в Європі входило швидке розгортання 1-ї загальновійськової армії, оперативна взаємодія з армією НДР і бойове зіткнення на «північному фланзі НАТО» — з ймовірним захопленням Данії, північноморського узбережжя ФРН, Нідерландів та частини Бельгії. При цьому наголошувалося, що на вказаних західнонімецьких територіях проживають поляки правих антикомуністичних поглядів, які вплинуть на опір.
Політично генерал Ужицький дотримувався позицій «партійного бетону» — повновладдя марксистсько-ленінської ПОРП, міцна військово-політична спілка з СРСР. Польську армію Ужицький розумів як частину Варшавського договору (ОВС) і практично довів це під час придушення Празької весни. Вороже ставився до страйкового руху та незалежної профспілки Солідарність. Тим часом до Поморського військового округу територіально належали такі осередки «Солідарності», як Гданськ, Щецин, Бидгощ. У ніч проти 10 грудня 1981 року Юзеф Ужицький брав участь у нараді в Генштабі, де констатувалася катастрофічна ситуація і приймалося принципове рішення про надзвичайні заходи.

### Член WRON
13 грудня 1981 року у Польщі введено воєнний стан. Генерала Ужицького включили до складу Військової ради національного порятунку (WRON) — позаконституційного органу вищої влади на чолі з першим секретарем ЦК ПОРП та прем'єр-міністром ПНР генералом Ярузельським. Ужицький зараховувався до «другого ряду» членів WRON; нарівні з командувачами родів військ та військовими округами — генералом Лозовицьким, генералом Рапацевичем, генералом Олівою, генералом Крепським).
Генерал Ужицький був одним із провідників репресивного курсу WRON. Підлеглі йому частини Поморського округу брали участь у придушенні грудневих протестів «Солідарності». Найбільш відома роль 12-ї дивізії полковника Шумського у придушенні штурму Щецинської корабельні 15 грудня. Сам Ужицький особисто перевіряв боєздатність армійських патрулів та інструктував солдатів. Водночас згодом Ужицький стверджував, що на засіданнях WRON не приймалося зобов'язальних військових рішень до конкретних наказів надходили лінією міністерства національної оборони (яке в той період також очолював генерал Ярузельський). Він наполягав, що до 13 грудня не був проінформований про плани воєнного стану, але вбачав у цьому спосіб уникнути військового втручання СРСР у внутрішні справи Польщі.
1 квітня 1983 року, після військових маневрів «Березень-83», генерал Ужицький отримав призначення заступником начальника Генерального штабу генерала Сивицького, одного з провідних членів WRON.

### Начальник генштабу
22 листопада 1983 року, після скасування воєнного стану, Юзефа Ужицького призначено начальником Генерального штабу Польської народної армії — заступником міністра національної оборони ПНР (посаду міністра обіймав генерал армії Сивицький). 27 вересня 1984 року отримав звання генерал броні.
Діяльність Ужицького на чолі Генштабу протікала у річищі військово-політичного керівництва Ярузельського та Сивицького. Соціально-політична криза, протистояння ПОРП із «Солідарністю», позначалося й армії. З другої половини 1980-х років колишня наступальна доктрина змінювалася оборонними акцентами, недопущенням потенційного супротивника на територію Польщі. Поступово слабшали зв'язки лінії ОВС. З іншого боку, зміцнювалося співробітництво з КНДР (що взагалі відповідало курсу Ярузельського на розвиток відносин із Кім Ір Сеном — спільність інтересів створював спільний пошук внутрішньополітичної стабільності). На чолі військової делегації ПНР генерал Ужицький відвідав Пхеньян. Свої стратегічні й оперативно-тактичні погляди Ужицький виклав у книзі 1989 року «Wojna konwencjonalna w Europie?» (Конвенційна війна у Європі?).

## Відставка
Нова страйкова хвиля, Круглий стіл й альтернативні вибори 1989 року привели до влади «Солідарність». Відбулася зміна суспільно-політичного устрою Польщі. Якийсь час Юзеф Ужицький продовжував службу. Його позиції еволюціонували відповідно до загальних змін у країні. У січні 1990 року на конференції начальників штабів держав ОБСЄ Ужицький представив новації польської військової доктрини та зустрівся з Коліном Павеллом. Нова оборонна політика Польщі у 1999 році призвела до вступу до НАТО.
24 вересня 1990 року генерал Ужицький залишив посаду начальника генштабу та заступника міністра. Близько року залишався у розпорядженні міністерства оборони. 3 жовтня 1991 року звільнено у запас.

## У генеральському клубі
У Третій Речі Посполитій Юзеф Ужицький активно займався громадською діяльністю з військової лінії. У 1996 році брав участь у створенні Клубу генералів Війська Польського (KGWP) — об'єднання колишніх високопоставлених воєначальників ПНР, зокрема кількох членів WRON. KGWP не лише лобіював інтереси силовиків ПНР, але за правління посткомуністичного СДЛС і ліберальної Громадянської платформи (PO) KGWP офіційно співпрацював з міністерством національної оборони та Генеральним штабом. На президентських виборах 2015 року KGWP, зокрема Юзеф Ужицький, публічно підтримав представника PO Броніслава Коморовського — колишнього дисидента, інтернованого при воєнному стані. Проте президентом обрали кандидата радикально-антикомуністичної партії Право і справедливість Анджея Дуду.
Час від часу Юзеф Ужицький з'являвся на публічних заходах — наприклад, у 2013 році брав участь у церемонії похорону Флоріана Сивицького. Був одружений, мав сина.